# Rocket League Sideswipe
Rocket League Sideswipe, RL Sideswipe ou RLSS, est un jeu vidéo free-to-play édité par Psyonix, qui reprend tous les codes de son prédécesseur Rocket League dans un univers en deux dimensions pour le rendre accessible sur mobile. Il est sorti en 2021 et téléchargeable sur l’App Store, Google Play, l’Epic Games App et le Galaxy Store. 
2 équipes de 1, 2 ou 3 joueurs s’affrontent pendant 2 minutes au sein d’une arène dans différents modes de jeu se rapprochant de sports connus comme le football, le basket-ball et le volley-ball. Chacun contrôle une voiture dans le but de frapper dans un ballon en métal bien plus gros que la voiture. Celle-ci dispose d’un double-saut (aussi appelé flip) et d’un turbo. Le jeu a été téléchargé plus de 10 millions de fois sur Google Play.

## Système de jeu
Une partie commence avec un coup d’envoi, chaque joueur se situe dans son camp, à égale distance de la balle qui elle est disposée au milieu du terrain. Elle est soit posée au sol pour les parties de football soit lancée dans les airs pour les parties de basket-ball ou de volley-ball. À chaque but les joueurs et la balle reviennent à leur position d’engagement et attendent un décompte de trois secondes. Le chronomètre s’arrête au bout de 2 minutes mais le match continue tant que la balle n’a pas touché le sol. En cas d’égalité, les joueurs se replacent en position d’engagement et la première équipe qui marque un but remporte le match. Le but étant de marquer le plus buts, il existe de multiples techniques pour briser la défense adverse. Les capacités de la voiture qui sont le double saut et le turbo permettent de faire décoller le véhicule dans les airs et d’accélérer. Les deux se rechargent lorsque les 4 roues de la voiture touchent en même temps une surface qui peut être le sol, les murs, le plafond mais aussi le ballon. Gagner son double saut en se collant au ballon permet de faire changer sa trajectoire brusquement et c’est appelé le « flip reset ».
Il existe trois sortent de tirs dans Rocket League Sideswipe : les tirs bleus sont les plus communs, il suffit d’appuyer sur le bouton saut deux fois au contact de la balle, celle-ci gagnera beaucoup de vitesse. Les tirs violets qui sont plus techniques offrent beaucoup plus d’effets à la balle. Pour les effectuer, il faut appliquer la même méthode que pour le tir bleu mais avec les quatre roues collées à la balle. Enfin, les tirs dorés sont les plus puissants mais il faut cette fois-ci que ce soit l’arrière de la voiture qui soit collé à la balle. Généralement appelé le « cul de la voiture ».
On peut jouer dans deux catégories différentes, classé ou occasionnel. Lorsqu’un joueur gagne ou perd un match en occasionnel, il n’y a pas de conséquences. En match classé, gagner ou perdre des matchs permet de monter ou descendre dans le classement. Celui-ci est composé de 7 rangs : bronze, argent, or, platine, diamant, champion et grand champion. Chaque rang est divisé en 5 divisions. Plus le rang est élevé, plus il faut gagner de matchs pour passer dans la division d’au dessus. À la fin de chaque saison qui dure environ 2 mois, tous les joueurs sont rétrogradés et retombent à la division 1 de leur rang.
Chaque joueur peut décorer sa voiture comme il le souhaite en changeant les couleurs, la carrosserie, les stickers, les roues, les turbos, les explosions de but, ou en ajoutant un accessoire. Tous ces éléments sauf les couleurs sont gagnées par le joueur en accomplissant des quêtes ou en gagnant de l’expérience à la fin de chaque match. Il peut aussi les débloquer en les achetant avec des « sp », la monnaie du jeu qui s’obtient de la même façon que les éléments de personnalisation ou en vendant des éléments. Il peut aussi acheter des cadeaux avec des jetons qui se débloquent comme les éléments de décorations. La bannière du joueur s’affiche en début de match, lorsque celui-ci marque un but ou à la fin s’il gagne. Elle est constituée d’un avatar, d’un fond, du nom du joueur et d’un titre. Ils peuvent tous être modifiés sauf le nom du joueur et se débloquent de la même façon que les éléments de décoration ou à la fin de la saison en recevant les titres, avatars et fonds correspondant au rang obtenu. 

## Développement
Le jeu est gratuit sur toutes les plateformes. Il n’est pas possible d’acheter des « sp » avec de l’argent réel et ce sont donc les joueurs les plus actifs qui ont le plus de chance d’obtenir des objets rares. Il n’y a pas de publicité non plus. C’est un choix très original de Psyonix car beaucoup d’autres jeux mobiles sont très rentables en obligeant les joueurs à regarder beaucoup de publicité ou en favorisant les joueurs qui dépensent de l’argent pour obtenir des bonus. 
Cette stratégie est possible grâce à Epic Games, le créateur de Fortnite, qui a racheté Psyonix en 2019. Il peut se passer d’une source de revenu car il possède déjà beaucoup de jeux très rentables et rendre le jeu vidéo accessible est une de ses valeurs les plus chères, ils ont par exemple rendu gratuit le moteur de jeu vidéo Unreal Engine.